# レインボーアーチ〜童話王国〜
『レインボーアーチ〜童話王国〜』（レインボーアーチ どうわおうこく）は、株式会社ベクターにより運営されていたオンラインゲーム（MMORPG）。『童話王国』の後継作品で、2010年7月21日のオープンβテストを経て2010年7月27日よりサービス開始、2012年4月20日にサービス終了。サービス期間は1年9ヶ月。

## 概要
『童話王国』の都市名である「レインボー」を引継ぎスタートした。2D画像から3Dポリゴンへ大幅に変化している。『童話王国』はPCが比較的ロースペックでも動作したが、本作は3Dポリゴンになったため大量のグラフィックメモリーを消費する。このため5、6年前のメモリーが64Mバイト程度のPCでは動作しないことがある。公式ホームページでは256MB以上のメモリーが必要とされているが、実際には128MBでも動作が確認されている。ノートパソコンは必要に応じビデオメモリーをメインメモリーから割り振って可変式に動作するものがある。大規模なゲームとは言えないものの、ゲーム内は独特の雰囲気で進行していた。

## ストーリー
レインボーアーチは童話王国の100年後の設定になっている。生まれ変わった魔女により多様な生物が生まれ、レインボーは活気あふれる街となった。乗り物も進化し、より遠くに行けるようになったのである。多数のアイテムの製造、幻獣などはあまり変わってないが前作で大人気だったホリターなどはいない。

## 人種
童話王国は、人間、エルフ、ドワーフという3種の人種に分かれていて、それぞれの成長傾向にも違いがあったがレインボーアーチはその差がなくなった。従ってどの人種を選んでも見た目だけの違いで、ステータスの振り方により自由にプレイヤーが決められる。